# كسوف الشمس في 27 أكتوبر 1780
كسوف الشمس في 27 أكتوبر 1780 هو كسوف كلي للشمس، خلال الحرب الثورية الأمريكية، تم تنظيم أول بعثة أمريكية للكسوف الشمسي وإرسالها من كلية هارفارد في ماساتشوستس. تم التفاوض على اتفاقية خاصة مع بريطانيا للسماح للعلماء بالعمل دون أن يصابوا بأذى، بعد كل ما بذلوه من جهود، فاتتهم الكسوف لأنهم اختاروا موقعًا خارج مسار الكلية. يلقي التحليل الحديث لهذه الحادثة المحرجة للعلم الأمريكي باللوم على صموئيل ويليامز لخطأ تقدير المسار.

## الكسوفات ذات الصلة
كان جزءا من ساروس الشمسي 120

## روابط خارجية
- NASA chart graphics
- Googlemap
- NASA Besselian elements
- Observations of a Solar Eclipse, October 27, 1780, Made at جزيرة الأمير إدوارد, by Mess'rs. Clarke and Wright, by Joseph Peters 1783 American Academy of Arts & Sciences.
- A Memoir, Containing Observations of a Solar Eclipse of October 27, 1780 by Joseph Willard, 1783
- Where Did the 1780 Eclipse Go? Rothschild, Robert F., Sky and Telescope, 63:558, 1982